# Can't Stop the Music
Can't Stop the Music è un film statunitense del 1980 diretto da Nancy Walker, al debutto come regista.

## Premi
- Razzie Awards
  - 1980: peggior film; peggior sceneggiatura (Bronte Woodard e Allan Carr)
- Stinkers Bad Movie Awards
  - 1980: peggior attore (Steve Guttenberg); peggior attore non protagonista (Caitlyn Jenner)